# Bluebird Lake Trail
Le Bluebird Lake Trail est un sentier de randonnée américain dans le comté de Boulder, au Colorado. Il est situé au sein du parc national de Rocky Mountain, où il dessert le lac Bluebird. Le réseau qu'il forme avec le Thunder Lake Trail est inscrit au Registre national des lieux historiques depuis le 29 janvier 2008.